# ديريك شيلتون
ديريك شيلتون (بالإنجليزية: Derek Shelton)‏ هو لاعب كرة قاعدة أمريكي، ولد في 30 يوليو 1970 في كاربوندال في الولايات المتحدة.

## وصلات خارجية
- ديريك شيلتون على موقعبيزبول رفرنس.كوم (الدوري الثانوي) (الإنجليزية)